# Charadrius thoracicus
Charadrius thoracicus là một loài chim trong họ Charadriidae.
Đây là loài đặc hữu của Madagascar.
Môi trường sống tự nhiên của chúng là rừng nhiệt đới hoặc cận nhiệt đới ngập mặn, bờ cát, đầm bãi triều, đầm phá và mặn ven biển.